# Brändavagrundet
Brändavagrundet is een Zweeds eiland behorend tot de Lule-archipel. Het eiland ligt ten westen van het veel grotere Bergön dat tot de gemeente Kalix en dus Kalix-archipel behoort. Het eiland heeft geen oeververbinding en is onbebouwd.